# Tomoplagia pura
Tomoplagia pura är en tvåvingeart som först beskrevs av Charles Howard Curran 1931.  Tomoplagia pura ingår i släktet Tomoplagia och familjen borrflugor. Inga underarter finns listade i Catalogue of Life.